# St. Margaret
St. Margaret es una localidad de Trinidad y Tobago, que forma parte de la región de Couva-Tabaquite-Talparo.

## Geografía
La localidad abarca parte de la isla Trinidad y limita al norte con Claxton Bay, al sur con Pointe-à-Pierre, al este con Union Village, Macaulay y Plaisance Park y al oeste con el golfo de Paria.

## Demografía
Datos demográficos de la localidad de St. Margaret:
| Gráfica de evolución demográfica de St. Margaret entre 2000 y 2011 |
|                                                                    |